# 2391 Tomita
2391 Tomita је астероид главног астероидног појаса са средњом удаљеношћу од Сунца која износи 2,440 астрономских јединица (АЈ).
Апсолутна магнитуда астероида је 12,4.